# أليس كونستانس أوستين
أليس كونستانس أوستين (بالإنجليزية: Alice Constance Austin)‏ هي مصممة ومهندسة معمارية أمريكية، ولدت في مارس 1862 في سانتا باربارا في الولايات المتحدة، وتوفيت في 1930 في إنغليووود في الولايات المتحدة.